# Alan Oppenheimer
Alan Louis Oppenheimer (New York, 23 aprile 1930) è un doppiatore e attore statunitense.
È noto soprattutto per aver doppiato Skeletor in He-Man.

## Biografia
Figlio di una coppia ebrea, entra nel mondo del doppiaggio all'età di soli 9 anni.
Ha prestato la voce a personaggi come Skeletor nella serie di He-Man, Falkor in La storia infinita e Padre Tempo ne I Puffi. Nel 1994 ha recitato a Broadway nel musical Sunset Boulevard con Glenn Close, interpretando il regista Cecil B. DeMille.

## Vita privata
Di origine ebraica, è il figlio di Irene Rothschild e Louis E. Oppenheimer, agente di cambio.
Nel 1958 ha sposato la costumista Marianna Elliott, da cui ha avuto tre figli. Dopo il divorzio, si è risposato nel 1984 con la giocatrice di tennis Marilyn Greenwood da cui ha divorziato nel 1990. Nel 1992 si è risposato con la Elliott con cui rimase fino alla morte di lei avvenuta nel 2003.

## Filmografia parziale

### Attore

#### Cinema
- Peter Gunn: 24 ore per l'assassino (Gunn), regia di Blake Edwards (1967)
- Un giorno... di prima mattina (Star!), regia di Robert Wise (1968)
- Tradimento (Uptight), regia di Jules Dassin (1968)
- Il piccolo grande uomo (Little Big Man), regia di Arthur Penn (1970)
- La spia che vide il suo cadavere (The Groundstar Conspiracy), regia di Lamont Johnson (1972)
- Il ladro che venne a pranzo (The Thief Who Came to Dinner), regia di Bud Yorkin (1973)
- Il mondo dei robot (Westworld), regia di Michael Crichton (1973)
- Hindenburg (The Hindenburg), regia di Robert Wise (1975)
- Tutto accadde un venerdì (Freaky Friday), regia di Gary Nelson (1976)
- Soldato Giulia agli ordini (Private Benjamin), regia di Howard Zieff (1980)
- Due sconosciuti, un destino (Love Field), regia di Jonathan Kaplan (1992)
- Foxcatcher - Una storia americana (Foxcatcher), regia di Bennett Miller (2014)

#### Televisione
- Squadra speciale anticrimine (The Felony Squad) – serie TV, episodi 1x06-1x07 (1966)
- Le spie (I Spy) – serie TV, episodi 2x05-2x24 (1966-1967)
- Lancer – serie TV, episodio 1x20 (1969)
- The Outsider – serie TV, episodio 1x17 (1969)
- Ai confini dell'Arizona (The High Chaparral) – serie TV, episodio 4x13 (1970)
- Bonanza – serie TV, episodio 13x19 (1972)
- L'uomo da sei milioni di dollari (The Six Milion Dollar Man) – serie TV, 7 episodi (1974-1975)
- Bel Air - La notte del massacro (Helter Skelter) – miniserie TV, 2 puntate (1976)
- You Can't Take It with You, regia di Paul Bogart – film TV (1979)
- Supercar (The Knight Rider) – serie TV, 2 episodi (1982-1985)
- La signora in giallo (Murder, She Wrote) – serie TV, episodi 8x02-8x05 (1991)
- Star Trek: The Next Generation – serie TV, episodio 6x23 (1993)
- Star Trek: Voyager – serie TV, episodio 3x19 (1997)

### Doppiaggio
- He-Man e i dominatori dell'universo (He-Man and the Masters of the Universe) - serie animata (1983-1984)
- La storia infinita (The NeverEnding Story), regia di Wolfgang Petersen (1984)
- Il segreto della spada (The Secret of the Sword), regia di Ed Friedman, Lou Kachivas, Marsh Lamore, Bill Reed e Gwen Wetzler (1985)
- She-Ra, la principessa del potere (She-Ra: Princess of Power) - serie animata (1985-1986)
- Duck Tales - Avventure di paperi - serie TV, 6 episodi (1987-1990)
- Principe Valiant - serie TV, 65 episodi (1991-1993)
- Star Trek: Deep Space Nine - serie TV, episodio 2x26 (1994)
- 9, regia di Shane Acker (2009)
- Toy Story 4, regia di Josh Cooley (2019)

## Doppiatori italiani
Nelle versioni in italiano delle opere in cui ha recitato, Alan Oppenheimer è stato doppiato da:
- Carlo Alighiero ne Il piccolo grande uomo
- Gianni Marzocchi ne Il mondo dei robot
- Oliviero Dinelli ne L'uomo da sei milioni di dollari
- Giorgio Piazza in Hindenburg
- Pino Colizzi in Happy Days
- Gianfranco Bellini ne La signora in giallo
- Sandro Iovino in Star Trek: The Next Generation
- Giancarlo Prete in Star Trek: Deep Space Nine

Da doppiatore è sostituito da:
- Oliviero Dinelli in Toy Story 4 e I perché di Forky
- Giampaolo Saccarola, Giorgio Gusso, Carlo Valli e Michele Kalamera ne La storia infinita
- Giorgio Borghetti in I Puffi (Vanitoso)
- Francesca Guadagno in I Puffi (Vanitoso)
- Paola Giannetti in I Puffi (Vanitoso)
- Massimo Rinaldi in I Puffi (Vanitoso)
- Carlo Reali in I Puffi (Padre Tempo)
- Mario Bardella in I Puffi (Padre Tempo)
- Franco Latini in He-Man e i dominatori dell'universo (Skeletor e Cringer/Battle-cat)
- Pieraldo Ferrante in He-Man e i dominatori dell'universo (Duncan / Man-At-Arms)
- Marcello Prando in He-Man e i dominatori dell'universo (Mer-Man)
- Rodolfo Traversa in He-Man e i dominatori dell'universo, She-Ra la principessa del potere e Il segreto della spada (Skeletor)
- Oreste Rizzini in He-Man e i dominatori dell'universo (Skeletor)
- Massimo Cinque in He-Man e i dominatori dell'universo (Cringer/Battle-cat)
- Gianni Bertoncin in He-Man e i dominatori dell'universo (Duncan / Man-At-Arms)
- Alberto Caneva in He-Man e i dominatori dell'universo (Buzz-Off)
- Franco Zucca in He-Man e i dominatori dell'universo (Roboto)
- Antonio Paiola in Principe Valiant
- Massimo Lodolo in Duck Tales - Avventure di paperi (ep. 04x03)
- Sergio Di Giulio in 9